# 内海繁太郎
内海 繁太郎（うつみ しげたろう、1896年7月6日 - 1966年9月22日）は、人形浄瑠璃研究者。

## 人物・来歴
香川県綾歌郡山田村（現・綾川町）出身。幼少時、淡路人形浄瑠璃に接する。香川師範学校卒業。千疋村（現・綾川町千疋）の小学校で教師となるが、1920年小原国芳の勧めで上京、成城小学校で教員をしながら日本大学の美学科、国文学科に学び1929年国文科卒。1930年日本大学法文学部学生主事、教授、1948年芸術学部演劇科教授となる。1954年「人形浄瑠璃の研究」で日大文学博士。墓所は多磨霊園。

## 著書
- 『標準学芸会 5年用』三友社書店, 1931
- 『標準学芸会 1ー4学年用』三友社, 1932
- 『学芸会人形劇選集』三友社, 1934
- 『学芸会歌劇選集』下総皖一 作曲. 三友社, 1934
- 『学芸会国史劇』三友社, 1935
- 『人形芝居と近松の浄瑠璃』白水社, 1940
- 『文楽の芸術』(現代叢書 三笠書房, 1943
- 『学校劇の理論と実際』明治図書出版, 1950
- 『人形浄瑠璃と文楽』白水社, 1958
- 『文楽盛衰記』新読書社, 1964